# Грунерт, Карл
Карл Грунерт (нем. Carl Grunert, 2 ноября 1865, Наумбург (Заале), Германия — 22 апреля 1918, Эркнер, Германия) — немецкий писатель и поэт, автор поэм, театральных пьес и фантастических рассказов. Публиковался также под псевдонимом Карл Фридлянд. Один из фантастических рассказов писателя вдохновил Александра Беляева на написание романа «Голова профессора Доуэля».

## Биография
О жизни Карла Грунерта мало что известно. Он родился в Пруссии в Наумбурге 2 ноября 1865 года, где учился в лицее Domgymanisium. Позже он переехал в Эркнер недалеко от Берлина, где был учителем. Грунерт женился на Эрике Гут, их единственный сын — Карл Георг Фридрих. Грунерт умер там же, в Эркнере, от пневмонии в возрасте 53 лет.

## Творчество
Карл Грунерт был энтузиастом и почитателем родоначальника немецкой научной фантастики Курда Лассвица. Он восхищался произведениями Жюля Верна и Герберта Уэллса, вдохновлявшими Грунерта на его фантастические новеллы. Даже без поэтических и драматических произведений, фантастические новеллы Грунерта поставили его в один ряд с Лассвицем.